# Viby Sogn (Aarhus Kommune)
 For alternative betydninger, se Viby Sogn. (Se også artikler, som begynder med Viby Sogn)
Viby Sogn er et sogn i Århus Søndre Provsti (Århus Stift).
I 1800-tallet var Viby Sogn et selvstændigt pastorat. Det hørte til Ning Herred i Aarhus Amt. Viby sognekommune blev ved kommunalreformen i 1970 indlemmet i Aarhus Kommune.
I 1874 og 1899 afstod Viby Sogn bl.a. forstaden Frederiksbjerg og herregården Marselisborg til Sankt Pauls Sogn i Aarhus købstad.
I Viby Sogn ligger Viby Kirke.
I sognet findes følgende autoriserede stednavne:
- Byvænget (bebyggelse)
- Fredensvang (bebyggelse)
- Høskov (areal)
- Kongsvang (bebyggelse)
- Nordby (bebyggelse)
- Rosenhøj (station)
- Rosenvang (bebyggelse)
- Rosenvænget (bebyggelse)
- Rugholm (bebyggelse)
- Viby (bebyggelse, ejerlav)
- Viby Jylland (station)
- Viby Terp (bebyggelse)